# Olynthiennes
Les Olynthiennes sont trois discours prononcés par l'orateur athénien Démosthène en 349-348 avant J.-C. afin de convaincre ses concitoyens de secourir Olynthe, cité de la Ligue chalcidienne assiégée par Philippe II de Macédoine.